# Rezerwat przyrody Uroczysko Piotrowice
Rezerwat przyrody Uroczysko Piotrowice – rezerwat torfowiskowy położony w województwie warmińsko-mazurskim, w powiecie nowomiejskim, w gminie Biskupiec, nadleśnictwo Jamy, leśnictwo Krotoszyny.
Rezerwat powołano rozporządzeniem Ministra Ochrony Środowiska, Zasobów Naturalnych i Leśnictwa z 21 grudnia 1998 roku (Dz.U. z 1998 r. nr 161, poz. 1102) w celu ochrony naturalnego ekosystemu torfowisk przejściowych z udziałem bażyny czarnej. Rezerwat zajmuje powierzchnię 49,48 ha (akt powołujący podawał 49,07 ha).
Rezerwat położony jest w pobliżu wsi Piotrowice Małe, na wschód od drogi Biskupiec – Susz. Obszar rezerwatu został ukształtowany podczas zlodowacenia Wisły i zajmuje bezodpływowe obniżenie terenu, które powstało po wytopieniu brył martwego lodu. Na wschodzie oddziela je od Jeziora Trupel oz, którego maksymalna wysokość wynosi 108 m n.p.m. Na terenie rezerwatu wykształciły się gleby torfowe torfowisk niskich i przejściowych oraz gleby mineralno-murszowe, czarne ziemie i na obrzeżu rezerwatu w wyższych położeniach gleby brunatno-rdzawe.

## Roślinność
W granicach „Uroczyska Piotrowice” wyróżniono 37 zespołów roślinnych i 279 taksonów. W rezerwacie występują zbiorowiska charakterystyczne dla torfowisk wysokich i przejściowych:
- Caricetum limosae – turzycy bagiennej
- Eriophorum – Sphagnetum recurvi – wełnianki pochwowatej
- Betulum pubescentis – brzeziny bagiennej
- Vaccinio uliginisi – Pinetum – boru bagiennego.

Osobliwością jest bażyna czarna, która występuje w zespołach roślinnych turzycy bagiennej, wełnianki pochwowatej i boru bagiennego, jest to gatunek bardzo rzadki. Z roślin objętych ochroną występują: widłak jałowcowaty, rosiczka okrągłolistna, storczyk krwisty, storczyk szerokolistny, grzybień biały, porzeczka czarna, kruszyna pospolita, pierwiosnka lekarska, bagno zwyczajne, kalina koralowa.